# New Holland Construction
New Holland Construction je globalni proizvajalec opreme za gradbena in zemeljska dela. Originalno podjetje New Holland Machine Company je bilo ustanovljeno leta 1895 v Pensilvaniji, ZDA. 
Trenutno je New Holland Construction in New Holland Agriculture del italijanskega konglomerata CNH. Podjetje je prisotno v 100 državah po svetu. Sedež podjetja je v Torinu, Italija.

## Tovarne
| Mesto                      | Država    | Produkt                                       |
| -------------------------- | --------- | --------------------------------------------- |
| San Mauro torinese, Torino | Italija   | Kopači                                        |
| Belo Horizonte             | Brazilija | Kopači, izravljalniki in buldožerji           |
| Berlin                     | Nemčija   | Izravljalniki                                 |
| Lecce                      | Italija   | Buldožerji, nakladalniki in traktorski kopači |
| Modena                     | Italija   | Skidsterji, komponente                        |
| Wichita, Kansas            | ZDAA      | Skidsterji                                    |

## Galerija
- New Holland E 305B .
- New Holland E 215
- New Holland E 215
- New Holland E 175B
- New Holland E 150
- Mini-kopač
- Kompaktni kopač
- Kolesni sprednji nakladalnik New Holland W 230C
- Traktorski kopač New Holland  B 110B.
- Izravljalnik New Holland F 156.
- Buldožer Holland Dozer D 350